# YouTube Music Awards
Los YouTube Music Awards en inglés, también conocidos por su siglas YTMA,fueron una premiación creada por YouTube en el año 2013 para destacar a los mejores videos y artistas musicales que han utilizado ese sitio web de servicio de alojamiento de videos. Solo tuvo dos ediciones.

## Edición especial

### 2013
La primera ceremonia de entrega se realizó el 3 de noviembre de 2013 en Nueva York bajo la dirección creativa de Spike Jonze, la conducción de Jason Schwartzman y Reggie Watts. En ella, participaron Lady Gaga, Arcade Fire, Eminem, Avicii, M.I.A., Earl Sweatshirt, Tyler, the Creator y Walk off the Earth,cuyos shows fueron transmitidos en directo por YouTube. El espectáculo duró noventa minutos y en cierto punto llegó a registrar más de 215 000 espectadores.A modo de preludio, a partir del 2 de noviembre se llevaron a cabo espectáculos musicales en Seúl, Moscú, Londres y Río de Janeiro.
Los nominados en las seis categorías fueron anunciados el 21 de octubre y fueron definidos de acuerdo a las visitas que han recibido sus videos, las veces que han sido compartidos y la cantidad de videos derivados que generaron en los últimos doce meses.Los ganadores fueron elegidos por los usuarios de YouTube en todo el mundo, quienes expresaron sus preferencias compartiendo en las redes sociales los videos oficiales que YouTube dispuso para cada categoría.

#### Ganadores
Se muestran a continuación destacados con letra negrita:
| Video del año: Videos con el mayor compromiso de los fanáticos | Artista del año: Artistas más vistos, compartidos, apreciados y suscritos                                                                                  |
| --- | --- |
| - Girls' Generation: «I Got a Boy» - Miley Cyrus: «We Can't Stop» - Justin Bieber con Nicki Minaj: «Beauty and a Beat» - Lady Gaga: «Applause» - One Direction: «Best Song Ever» - PSY: «Gentleman» - Macklemore & Ryan Lewis con Mary Lambert: «Same Love» - Demi Lovato: «Heart Attack» - Selena Gomez: «Come & Get It» - Epic Rap Battles of History: «Barack Obama vs Mitt Romney» | - Eminem - Epic Rap Battles of History - Justin Bieber - Katy Perry - Macklemore & Ryan Lewis - Nicki Minaj - One Direction - PSY - Rihanna - Taylor Swift |
| Respuesta del año: Mejores videos de respuesta, parodias o remixes hechos por fanáticos | Fenómeno de YouTube: Videos que generaron la mayor cantidad de videos de fanáticos                                                                         |
| - Lindsey Stirling y Pentatonix: «Radioactive» (original de Imagine Dragons) - Boyce Avenue con Fifth Harmony: «Mirrors» (original de Justin Timberlake) - Jayesslee: «Gangnam style» (original de PSY) - The Piano Guys: «Titanium/Pavane» (original de David Guetta y Gabriel Fauré) - Walk Off the Earth con KRNFX: «I knew you were trouble» (original de Taylor Swift)            | - «I knew you were trouble» - «Diamonds» - «Gangnam style» - «Harlem shake» - «Thrift shop»                                                                |
| Revelación de YouTube: Artistas con el mayor incremento de visitas y suscripciones | Innovación del año: Videos creativos más apreciados, compartidos, vistos y comentados                                                                      |
| - Macklemore & Ryan Lewis - Kendrick Lamar - Naughty Boy - Passenger - Rudimental | - DeStorm: «See me standing» - Anamanaguchi: «Endless fantasy» - Atoms for Peace: «Ingenue» - Bat for Lashes: «Lilies» - Toro Y Moi: «Say that»            |

### 2015
La segunda edición se realizó en 23 de marzo de 2015. En esta oportunidad, el evento fue coproducido por YouTube y Vice Media. No fue transmitido por Internet.

#### Ganadores y Artistas Revelación
- 2NE1
- Alt-J
- Ariana Grande
- Beyoncé
- Bigbang
- Big Sean
- Brad Paisley
- Charli XCX
- Dej Loaf
- Drake
- Ed Sheeran feat. Rudimental - Bloodstream Remix
- Ella Henderson
- Fifth Harmony
- Fka Twigs - Glass & Patrón
- Florida Georgia Line
- George Ezra
- Hoodie Allen
- Hozier - Work Song
- Huner Hayes
- J. Cole
- Jason Derulo - Want to Want Me
- Kendrick Lamar
- Kiesza
- Kurt Hugo Shneider
- Kygo
- Lady Gaga
- Lindsey Stirling
- Marin Garrix feat. Usher
- Max feat. Hoodie Allen
- Megan Nicole
- Meghan Trainor
- Migos
- Miley Cyrus
- Nicki Minaj
- Nicky Jam junto a Enrique Iglesias
- Ok Go
- One Direction
- Pablo Grandi
- Pentatonix
- Pharrell Williams
- Rihanna
- Sam Smith
- Selena Gomez
- Shakira
- Sia
- Snoop Dogg
- Taylor Swift
- The Weeknd
- Tinashe
- Tori Kelly
- Tove Lo
- Troye Sivan
- Tyler Ward